# 103 г. пр.н.е.
103 (сто и трета) година преди новата ера (пр.н.е.) е година от доюлианския (Помпилийски) римски календар.

## Събития

### В Римската република
- Консули са Гай Марий (за III път) и Луций Аврелий Орест.
- Луций Апулей Сатурнин е народен трибун за първи път и заема водещо място сред популарите в Рим.[1]
- По предложение на Сатурнин е приет закон за раздаване на обществена земя в провинция Африка на ветераните на Гай Марий.[1]
- По предложение на Сатурнин е приет Lex Appuleia de maiestate minuta, който създава нов постоянен съд за тези обвинени в измяна (quaestio de maiestate).[2]
- Народният трибун Гай Норбан подлага на съд Квинт Сервилий Цепион за загубата на командваната от него армия в битката при Аравзио и за кражба на златото от Толоза. Цепион е наказан с огромна глоба и изпратен в изгнание.[1]

## Родени
- Марк Тулий Тирон, роб на Цицерон (умрял 4 г. пр.н.е.)
- Марк Фурий Бибакул, римски поет

## Починали
- Луций Аврелий Орест, консул през тази година
- Луцилий, римски поет (роден 180 г. пр.н.е.)
- Аристобул I, цар на Юдея от династията на Хасмонеите